# برونسون ريد
جيرمين هالي (من مواليد 25 أغسطس 1988) هو مصارع محترف أسترالي موقّع حاليًا مع WWE، حيث يؤدي عروضه في راو تحت اسم برونسون ريد. وهو بطل NXT السابق لأمريكا الشمالية.

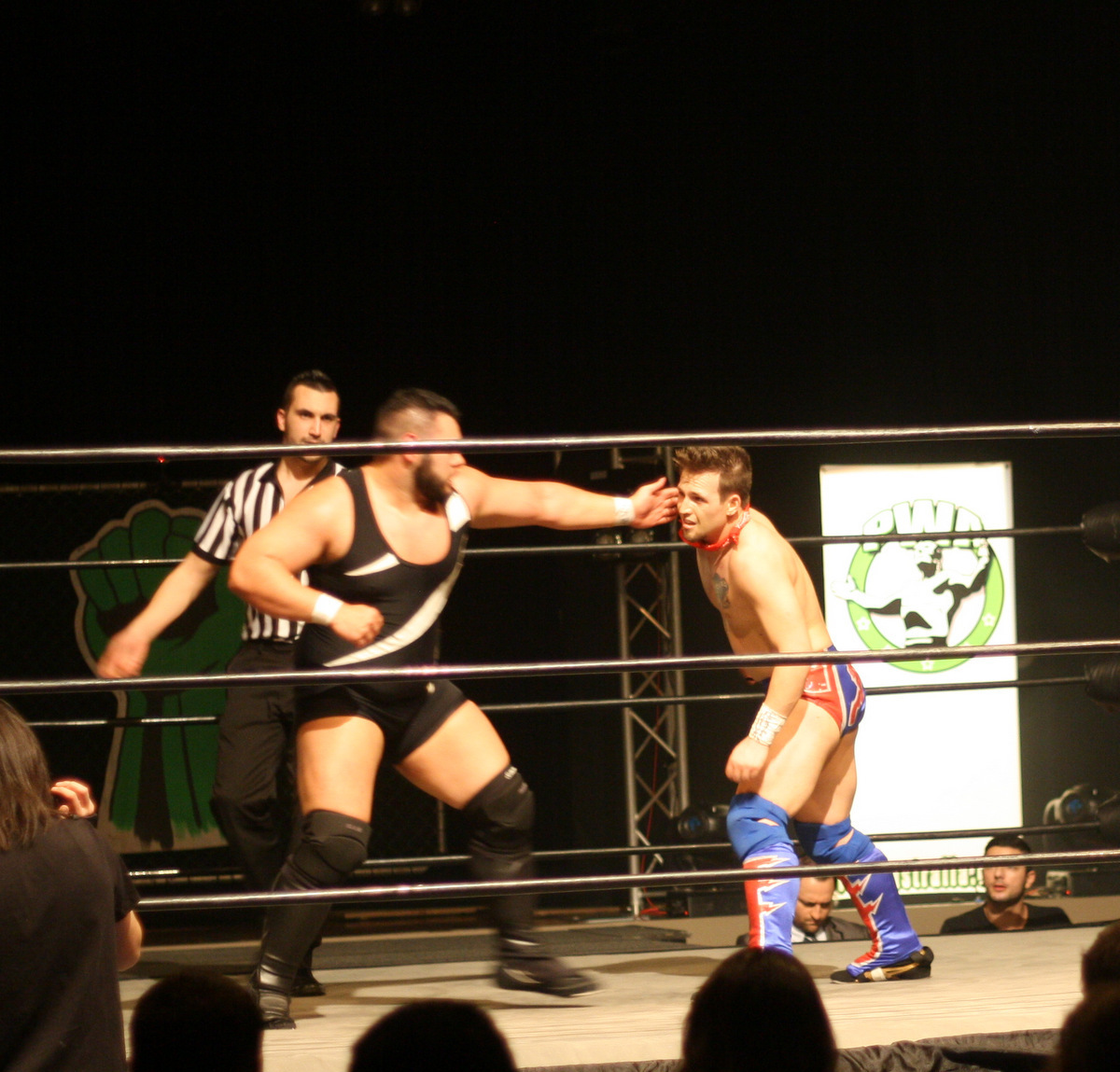
جيرمين هالي ضد روبي إيجلز في عام 2013

## الحياة الشخصية
هالي متزوج من حبيبته في المدرسة الثانوية بيج، التي ظهرت في NXT بعد فوزه ببطولة NXT لأمريكا الشمالية. وهو من أصل ساموي. في 24 فبراير 2024، أعلن هالي على تويتر أن زوجته بيج قد أنجبت، مما جعله يغيب عن عرض غرفة الإقصاء: بيرث الذي كان من المفترض أن يحضره.

## البطولات والإنجازات
- مصارعة المحترفين المتفجرة
  - بطولة EPW للفرق الثنائية (مرة واحدة) – مع مارسيوس بيت[6]
- المصارعة الدولية في أستراليا
  - بطولة IWA للوزن الثقيل (مرة واحدة) [7] [8]
- مصارعة مدينة ملبورن
  - بطولة العالم للوزن الثقيل MCW (مرة واحدة) [9]
  - بطولة MCW للفرق الثنائية (مرة واحدة) – مع هارتلي جاكسون [10]
  - بطولة MCW للكومنولث (مرة واحدة) [11]
  - شجار قاعة الرقص (2017) [12]
  - بطل التاج الثلاثي الثالث
- NWA تحالف المصارعة الأسترالي
  - بطولة NWA AWA للوزن الثقيل (مرة واحدة) [13]
  - بطولة كوينزلاند للتاج المزدوج (مرة واحدة) [14]
- مصارعة المحيط الهادئ للمحترفين
  - بطولة PPW للوزن الثقيل (مرة واحدة) [15]
- مصارعة المحترفين في أستراليا
  - بطولة PWA للوزن الثقيل (مرة واحدة) [16]
- مصارعة المحترفين المصورة
  - حصل على المركز رقم 73 من أفضل 500 مصارع فردي في PWI 500 لعام 2021 [17]
- برو ريسلنغ إلُّوستريد
  - بطولة WR الوطنية الأسترالية (3 مرات) [18]
  - بطولة WR Meltdown World Tag Team (مرة واحدة) – مع هارتلي جاكسون [19]
- WWE
  - بطولة NXT لأمريكا الشمالية (مرة واحدة) [20]
  - معركة أندريه العملاق التذكارية الملكية (2024)

## روابط خارجية
- صفحة Bronson Reed على دبليو دبليو إي.كوم
- JONAH على تويتر.
- [http://www.imdb.com/name/nm10785329/ Jermaine Haley (II)

] في قاعدة بيانات الأفلام على الإنترنت